# From Within
From Within es una película de terror dirigida por Phedon Papamichael Jr. y escrita por Brad Keene. La filmación tuvo lugar en Maryland en otoño de 2007. La película se estrenó en el Festival de Cine de Tribeca en abril y mayo de 2008.

## Trama
Cuando una serie de suicidios comienzan a suceder en Grovetown, los habitantes de la ciudad ignoran lo sucedido y se aferran a sus creencias. Lindsay es una estudiante que investiga el misterio de suicidios y se hace amiga de Aidan, un no creyente. Lindsay descubre que algo malo está detrás de los suicidios y que ella es la próxima en morir.

## Elenco
- Elizabeth Rice como
- Thomas Dekker como Aida.[1]
- Kelly Blatz como Dylan.
- Laura Allen como Trish.
- Adam Goldberg como Roy.
- Rumer Willis como Natalie.
- Margo Harshman como Sadie.
- Britt Robertson como Claire.
- Jared Harris como Bernard.
- Steven Culp como Pastor Joe.
- Amanda Babin como Molly.
- Michelle Babin como Evil Molly.
- Shiloh Fernández como Sean.
- Mark A. Cummins como Profesora.

## Premios
En el Festival de Cine de Solsticio:
- Mejor Actor a Thomas Dekker. Resultado: Nominado.
- Mejor Actriz: Elizabeth Rice. Resultado: Nominada.
- Mejor Película: Chris Gibbin y Adrian Butchart. Resultado: Ganador.
- Mejor Música: Jason Cooper y Oliver Kraus. Resultado: Nominado.